# Viva Suecia
Viva Suecia es un grupo español de indie rock formado en 2013 en Murcia. Sus integrantes son Rafa Val (cantante), Jess Fabric (bajo eléctrico), Alberto Cantúa (guitarra) y Fernando Campillo (batería).
Están considerados una de las bandas punteras del indie español. Con el apoyo de un singular desempeño en directo, con el que han actuado en salas y festivales, tienen en su haber cuatro discos de estudio: La fuerza mayor (2016), Otros principios fundamentales (2017), El milagro (2019) y El amor de la clase que sea (2022).

## Historia
El origen del nombre viene del batería (Fernando Campillo) y su amor por grupos suecos de post-rock. Explican que «la idea de que el nombre tuviera tintes del país nórdico gustó a los cuatro componentes hasta que un día, de fiesta, alguien soltó: “¡Viva Suecia!”.»
En 2014, siete meses después de su formación como grupo, publicaron el EP "Viva Suecia" con 5 temas. Producido por Paco Román (Neuman).
Su firma por Subterfuge Records propició la salida de su primer álbum "La Fuerza Mayor", publicado en vinilo, CD y digital durante febrero de 2016.
En marzo de 2017 publicaron su segundo álbum, Otros Principios Fundamentales.
Han tocado en numerosos festivales de renombre como el Festival Cruïlla Barcelona, Mad Cool, el Festival Internacional de Benicasim y el Sonorama-Ribera.
En enero de 2018 se presentan en el programa Late Motiv, haciendo una de las versiones más bonitas de "A dónde ir" 
4/11/2018 La banda de indie rock Viva Suecia es elegida como mejor artista español por los premios MTV
En 2019 salió a la venta el disco El Milagro, consiguiendo mucho éxito, llegando a estar el número 2 en ventas. Con este disco hicieron una gira por toda España para presentarlo.
2019 Viva Suecia hace otro “milagro” con un puñado de iPads
El 30 de julio de 2020, durante la gira “Necesitarnos tanto” tocan en el Camp Nou
El 1/11/2020 regresan a Late Motiv, siguiendo con la presentación de El Milagro.

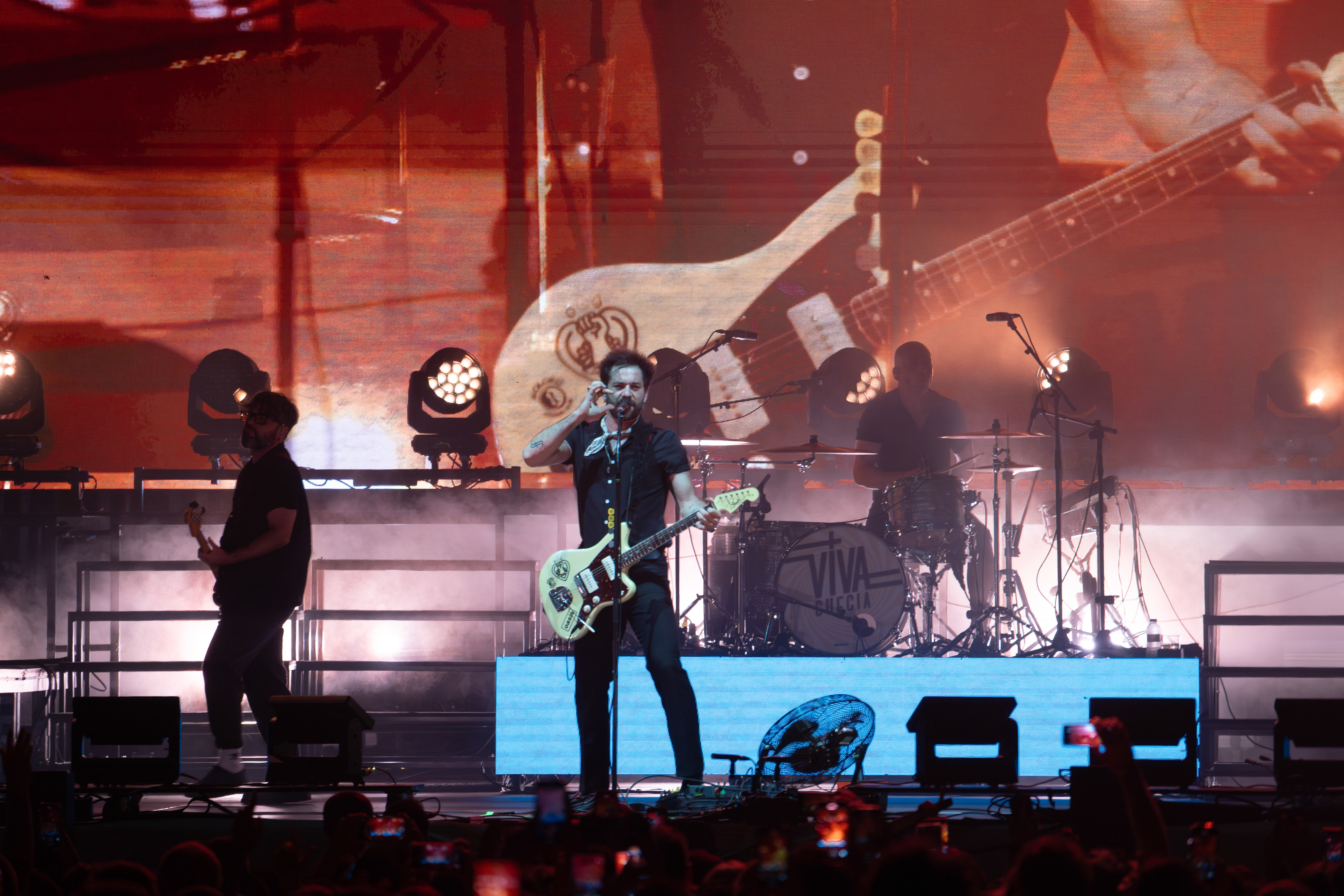
Actuación en directo durante el Brisa Festival de Málaga el 24 de julio de 2025.

El cuarto álbum de la banda sale en 2022 con el título “El amor de la clase que sea” (Universal Music Spain), un disco de once piezas. La banda decide invitar a tres artistas para darle todavía más relevancia al álbum, por un lado, la mítica Luz Casal en “La parte difícil”. Por otro lado, Dani Fernández, colabora en el tema “Lo siento”. Y, para acabar, cuentan con Leiva como productor e intérprete de “Justo cuando el mundo apriete”, el hit del disco que aúna a la perfección el universo musical de los suecos con el de Leiva.
Entrevista lanzamiento "El amor de la clase que sea" 
En marzo de 2023 sacan el single Últimas voluntades que forma parte de la banda sonora de la película del mismo nombre, dirigida por Joaquín Carmona Hidalgo y protagonizada por Fernando Tejero y Óscar Casas.

## Miembros
El grupo está compuesto por los siguientes miembros:
- Rafa Val: voz y guitarra.
- Alberto Cantúa: guitarra y coros.
- Jess Fabric: bajo y coros.
- Fernando Campillo: batería.

Miembros en directo:
- Rodrigo Cominero: teclados, guitarra, coros.
- Carmen Hoonine: guitarra, teclados, percusión, coros.
- Esdras Boyajian: saxofón y coros.

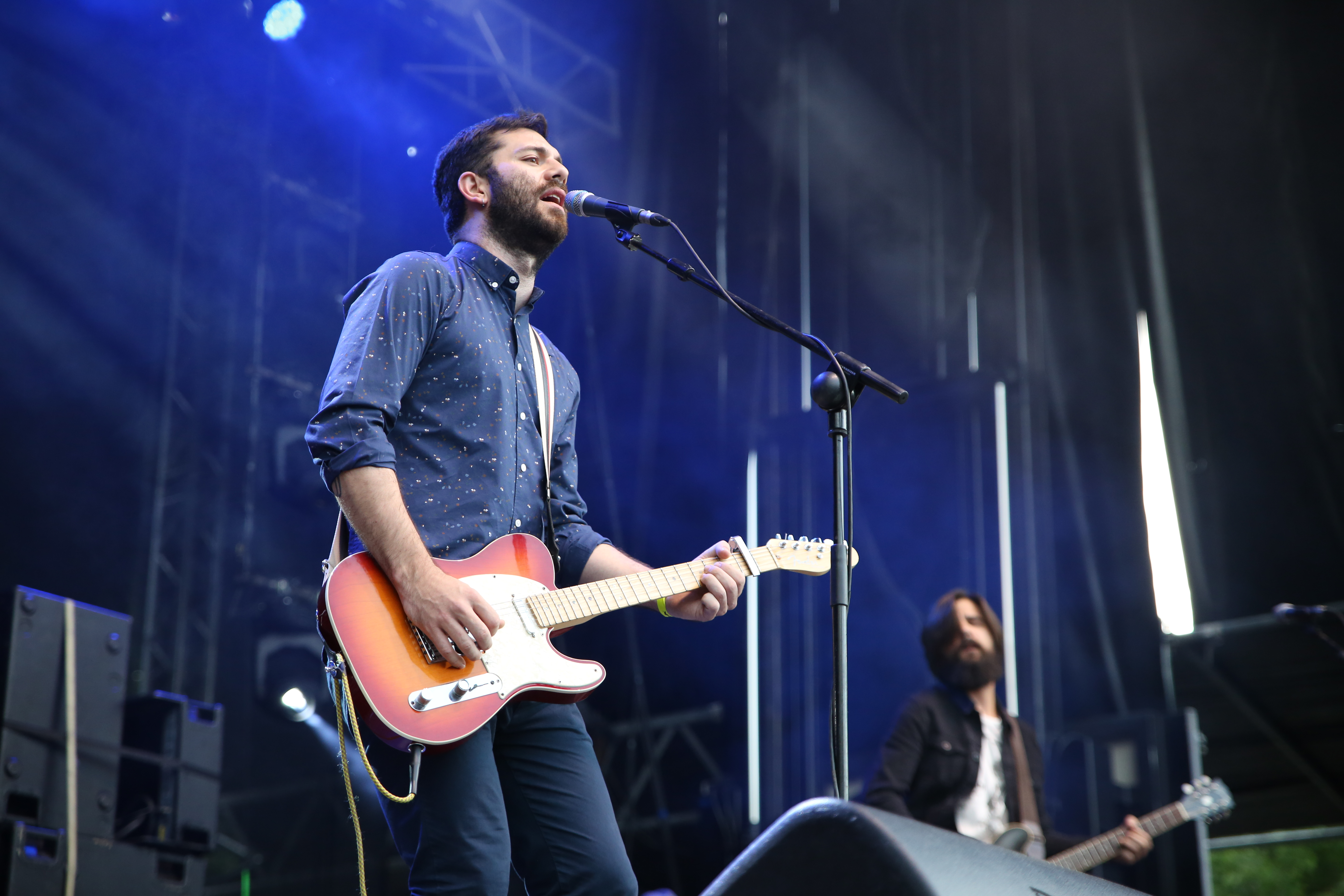
Rafa Val.
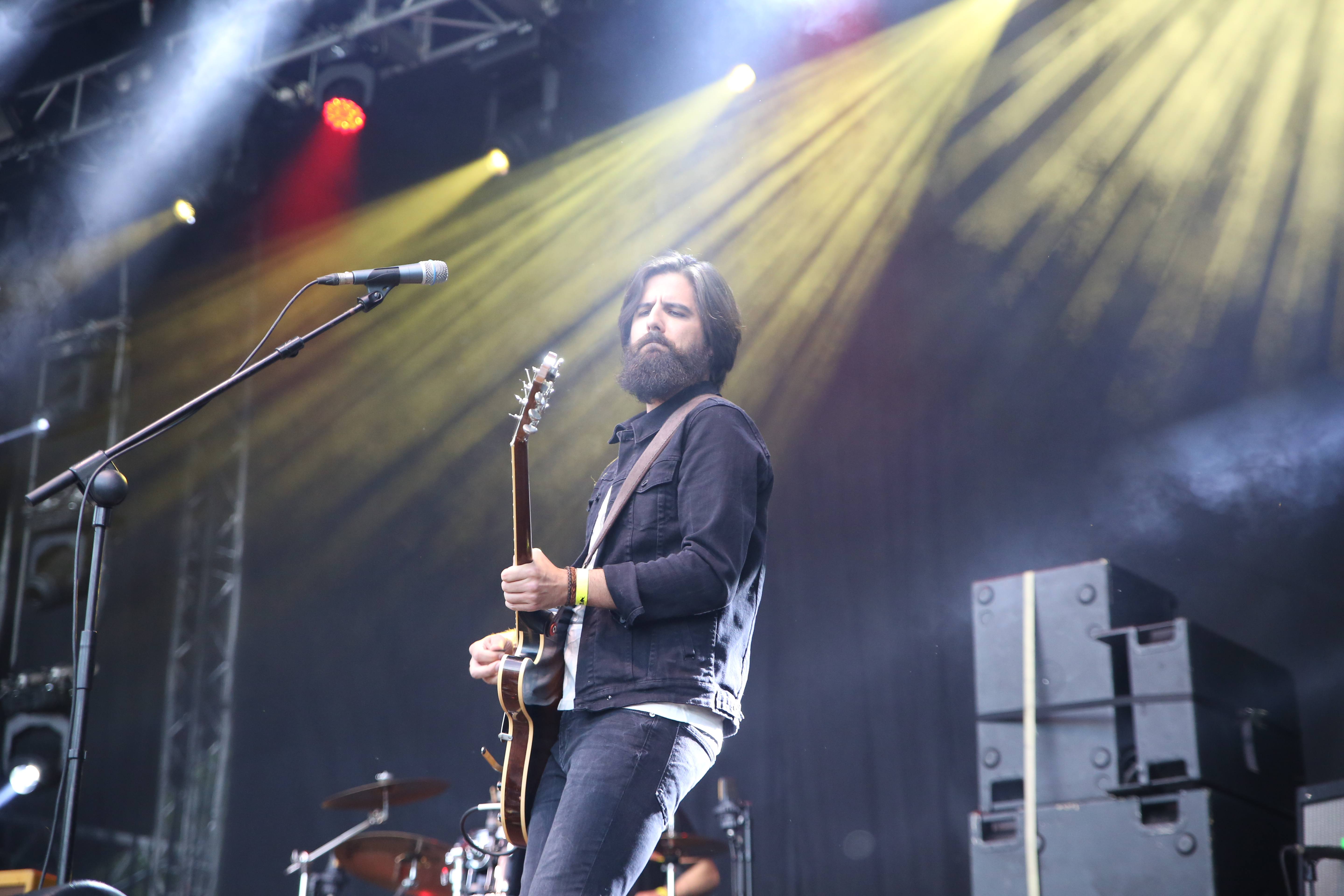
Alberto Cantúa.
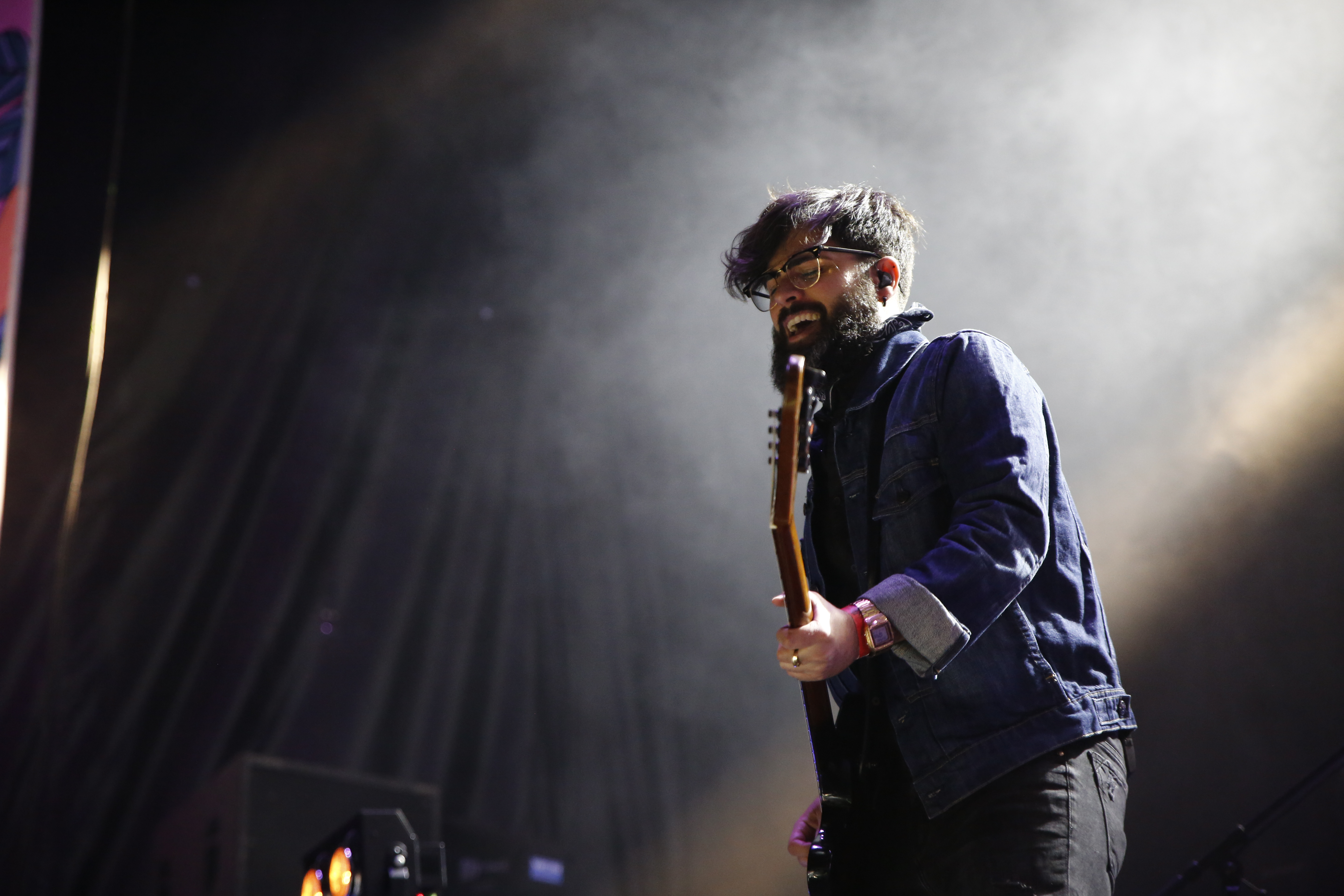
Jess Fabric.
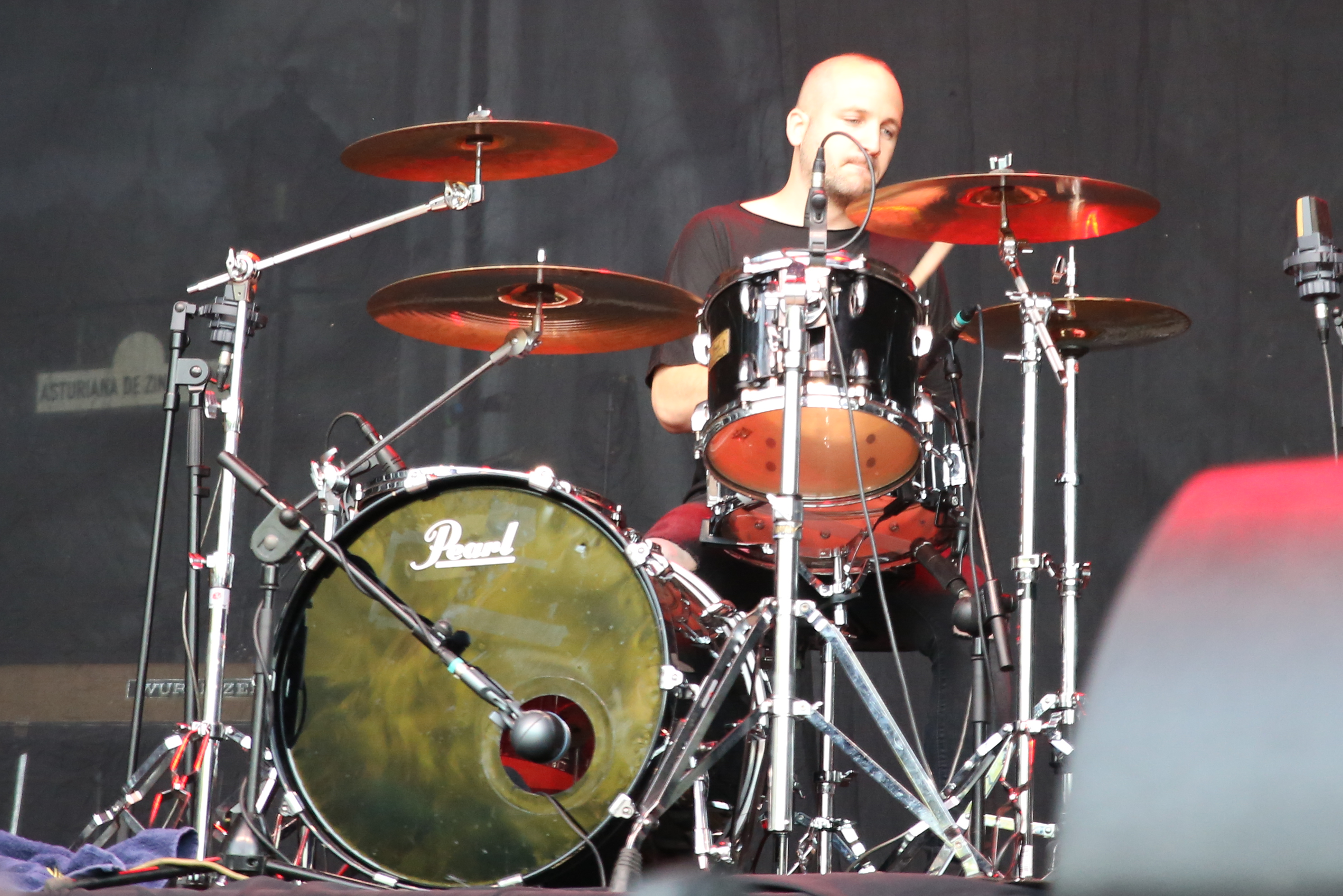
Fernando Campillo.

## Discografía

### Álbumes
| Año  | Álbum                                         | Discográfica          | Productor           |
| 2016 | La fuerza mayor                               | Subterfuge            | Paco Román (Neuman) |
| 2017 | Otros principios fundamentales                | Subterfuge            | Carlos Hernández    |
| 2019 | El milagro                                    | Subterfuge            | Carlos Hernández    |
| 2022 | El amor de la clase que sea                   | Universal Music Spain | Santos & Fluren     |
| 2023 | El amor de la clase que sea: Edición especial | Universal Music Spain | Santos & Fluren     |

### EP
| Año  | Álbum       | Discográfica     | Productor           |
| 2014 | Viva Suecia | Clifford Records | Paco Román (Neuman) |

### 7"
| Año  | Álbum                 | Discográfica          | Productor       |
| ---- | --------------------- | --------------------- | --------------- |
| 2021 | La voz del presidente | Universal Music Spain | Santos & Fluren |

## Covers
| Canción                  | Intérprete Original             |
| ------------------------ | ------------------------------- |
| Barcos de Papel          | Nada Surf                       |
| Sirena varada            | Héroes del Silencio             |
| La chispa adecuada       | Héroes del Silencio             |
| Santos que yo te pinte   | Los Planetas                    |
| La electricidad          | McEnroe                         |
| You are not alone        | Mavis Staples                   |
| Heroes                   | David Bowie                     |
| El Tesoro                | Él mató a un policía motorizado |
| Don´t look back in anger | Oasis                           |
| One                      | U2                              |
| Mediterráneo             | Serrat                          |
| No surprises             | Radiohead                       |
| How deep is your love    | Bee Gees                        |
| La Carretera             | Julio Iglesias                  |
| Dakota                   | Stereophonics                   |
| Rincón Exquisito         | Second                          |
| Una décima de segundo    | Antonio Vega                    |

## Videoclips
| Canción                             | Año  |
| ----------------------------------- | ---- |
| Palos y Piedras                     | 2014 |
| El Nudo y la Esperanza              | 2017 |
| A dónde ir                          | 2017 |
| Bien por tí                         | 2017 |
| Permiso o Perdón                    | 2018 |
| Casi todo                           | 2018 |
| Lo que te mereces                   | 2019 |
| Algunos tenemos FE                  | 2019 |
| El Milagro                          | 2019 |
| La voz del Presidente               | 2021 |
| Parar la Tierra                     | 2021 |
| El Bien                             | 2022 |
| No hemos aprendido nada             | 2022 |
| Justo cuando el mundo apriete       | 2022 |
| Últimas voluntades                  | 2023 |
| Hablar de nada (ft. Valeria Castro) | 2023 |
| Gracias (ft. Rozalén & Las Migas)   | 2023 |
| La orilla                           | 2024 |
| Dolor y gloria                      | 2025 |
| Deja encendida una luz              | 2025 |